# Partito Comunista Britannico
Il Partito Comunista Britannico (in inglese: Communist Party of Britain, CPB) è un partito comunista del Regno Unito. Il partito è nato nel 1988, emergendo dalla disputa tra eurocomunisti e marxisti-leninisti nel Partito Comunista di Gran Bretagna (CPGB).

## Storia
Il Partito Comunista Britannico fu costituito nel 1988 da un gruppo dissidente del Partito Comunista di Gran Bretagna (la cui maggioranza dei membri appoggiò l'eurocomunismo). Questo gruppo includeva la redazione del quotidiano Morning Star, incluso Tony Chater, l'editore del giornale. I fondatori del neonato Partito accusarono la dirigenza del CPGBdi aver abbandonato una visione politica "di classe"; nel frattempo, la Lega dei Giovani Comunisti (Young Communist League, YCL) era collassata, e il Morning Star vendeva sempre meno.
L'anno successivo i dirigenti del CPGB dichiararono formalmente l'abbandono del programma politico di Partito; l'organizzazione stava subendo un'emorragia di iscritti, quando nel 1991 si sciolse per ricostituirsi  nella nuova formazione Sinistra Democratica (Democratic Left). 
Ancora oggi il Partito Comunista Britannico annovera membri attivi nello storico CPGB, alcuni dei quali attivi nel Movimento Anti-Apartheid e nelle lotte sindacali, come lo sciopero dei minatori del 1984-1985. Fa parte della Stop the War Coalition, il cui presidente, Andrew Murray, è stato un membro del CPBfino al 2016. Nel 2004, assieme al Partito Socialista dei Lavoratori, cominciò un dibattito per la formazione di un'alleanza elettorale con il Respect Party, appena costituitosi. Nel 2009 il Partito è stato tra i fondatori dell'alleanza No2EU, assieme al sindacato RMT e diversi altri partiti di sinistra, con l'intento di portare alle elezioni europee una piattaforma politica avversa all'Unione Europea, ritenuta antidemocratica e neo-liberale.
Le elezioni generali del 2017 sono state le prime in cui il Partito non ha presentato candidati, dando il suo supporto al Partito Laburista guidato allora da Jeremy Corbyn. L'anno successivo un membro dirigente del CPB, Susan Michie, ha dichiarato che il Partito non si sarebbe più mosso contro il Partito Laburista alle elezioni generali, e che i suoi membri avrebbero dovuto lavorare "a pieno ritmo" per l'elezioni di Corbin come Primo ministro; coerentemente a ciò, anche alle elezioni del 2019 il CPB ha sostenuto Corbyn.

## Politiche
"L'obbiettivo del Partito Comunista è il raggiungimento del socialismo, in cui i mezzi di produzione, distribuzione e scambio sono di proprietà sociale ed utilizzati per il beneficio di tutti attraverso un controllo pianificato. Questo necessita una trasformazione rivoluzionaria della società, che ponga fine al sistema di sfruttamento capitalista per sostituirlo con una società socialista in cui ognuno contribuirà a seconda delle proprie capacità, ricevendo secondo i propri bisogni. La società socialista crea le condizioni per l'avanzamento verso una forma completamente comunista di società in cui i bisogni di tutti saranno esauditi."
In generale, le politiche del Partito si concentrano sulla redistribuzione della ricchezza, sul rafforzamento dello stato sociale, maggiori tasse per le grandi aziende e alle corporazioni, maggiori investimenti nel settore pubblico e la fine delle privatizzazioni, sul taglio della spesa militare, la rimozione delle leggi anti-sindacali e anti-immigrazione, il rafforzamento delle autonomie di Scozia e Galles, la cancellazione del debito nei confronti dei paesi del Terzo mondo.

## Rapporti internazionali
Il Partito supporta e intrattiene rapporti di amicizia con i partiti comunisti di Cuba, Cina, Laos e Vietnam, che ritiene alla guida di stati socialisti; mantiene rapporti anche con gli altri partiti comunisti al governo nel mondo. A livello nazionale fa parte di campagne di solidarietà nei confronti di Cuba e del Venezuela.
Nei confronti dell'Unione Sovietica ha un'opinione generalmente positiva, pur ritenendo che, in particolare negli anni '30, si sia avuta una distorsione del socialismo e dei principi del marxismo-leninismo. 

## Simbologia
Dopo il 1998, anno in cui i simboli elettorali furono regolamentati, il Partito Comunista Britannico è l'unico partito autorizzato ad utilizzare la falce e martello. Comunque, assieme al simbolo classico, si tende più spesso ad usare  la variazione che al posto della falce inserisce una colomba stilizzata.

## Organizzazione
Il Partito Comunista opera secondo i principi del centralismo democratico. Le sezioni di Partito sono organizzate in città e centri minori, supervisionate da un Comitato di Distretto. In modo simile, le sezioni in Galles e Scozia si riuniscono in congressi nazionali, nei quali vengono decise le strategie a livello locale.

### Lega dei Giovani Comunisti
La Lega dei Giovani Comunisti rappresenta il gruppo giovanile del CPB, pur essendo autonoma e mantenendo quindi una propria organizzazione interna, con sezioni, attività, ed eventi come un campeggio estivo annuale.

### Comitato di Coordinamento dei Partiti Comunisti
Si tratta di un organo entro il quale il Partito intrattiene rapporti con i partiti comunisti stranieri che mantengono una significativa presenza nel Regno Unito. Ne fanno parte:
- Partito Comunista d'India (Marxista)
- Partito Comunista del Bangladesh
- Partito Comunista del Cile
- Partito Comunista Iracheno
- Partito Comunista Sudanese
- Partito Progressista dei Lavoratori
- Partito Iraniano del Tudeh
- Partito Comunista di Grecia

## Dimensioni e risultati elettorali
Tra il 2006 e il 2014 il Partito ha mantenuto un numero di più di 900 iscritti. Nel 2015 questo calò drasticamente a meno di 800 membri, anche se la significativa crescita della Lega dei Giovani Comunisti ha permesso una ripresa. Ad ogni modo, continuano ad esistere sezioni in quasi tutte le città più importanti.

### Risultati elettorali
Alle elezioni del 1997, il Partito presentò cinque candidati che ottennero la cifra complessiva di 911 voti. Alle elezioni del 2001, il Partito ottenne invece 1.003 voti complessivi, per sei candidati.
| Anno | Numero di candidati           | Percentuale dei voti          | Voti totali                   | Seggi ottenuti                |
| ---- | ----------------------------- | ----------------------------- | ----------------------------- | ----------------------------- |
| 1997 | 5                             | 0.0%                          | 639                           | 0                             |
| 2001 | 6                             | 0.0%                          | 1.003                         | 0                             |
| 2005 | 6                             | 0.0%                          | 1.124                         | 0                             |
| 2010 | 6                             | 0.0%                          | 947                           | 0                             |
| 2015 | 9                             | 0.0%                          | 1.229                         | 0                             |
| 2017 | Supporto al Partito Laburista | Supporto al Partito Laburista | Supporto al Partito Laburista | Supporto al Partito Laburista |
| 2019 | Supporto al Partito Laburista | Supporto al Partito Laburista | Supporto al Partito Laburista | Supporto al Partito Laburista |